# Bona (cantante)
Kim Ji-yeon (hangul: 김지연, hanja: 金知姸; Dalseo-gu, Daegu, 19 de agosto de 1995), conocida por su nombre artístico Bona, es una cantante, actriz y modelo surcoreana, conocida por ser miembro del grupo femenino surcoreano WJSN.

## Primeros años y educación
Bona nació el 19 de agosto de 1995 en el distrito Dalseo-gu, en Daegu, Corea del Sur. Se graduó de la Escuela Secundaria Dongguk Girls.

## Carrera

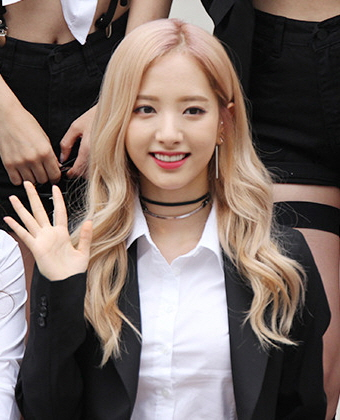
Kim Ji-yeon en 2016

### Predebut
Bona fue aprendiz de Cube Entertainment y entrenó con ellos durante seis años antes de unirse a Starship Entertainment en 2015.

### Música: Debut con Cosmic Girls
El 15 de diciembre de 2015 fue revelada como miembro de Cosmic Girls y de Wonder Unit. El 25 de febrero de 2016, el grupo debutó con el miniálbum Would You Like? y el sencillo "MoMoMo".

### Televisión
En 2017, hizo su debut como actriz en el drama de KBS2 Hit the Top, también fue la protagonista femenina en el drama adolescente Generación de chicas 1979. 
En 2018, hizo un cameo en Radio Romance, antes de su segundo papel principal en Your House Helper.
También se unió al elenco del programa Law of the Jungle in Northern Mariana Islands.
En junio de 2021 se confirmó que se había unido al elenco de la serie Veinticinco, veintiuno, serie que se estrenó el 12 de febrero del año siguiente en TVN y Netflix, y donde da vida a Ko Yoo-rim, una atleta del equipo nacional de esgrima con una personalidad fría pero con gran pasión por el deporte y aspira a ganar una medalla de oro olímpica.

## Filmografía

### Series de televisión
| Año     | Título                  | Papel        | Cadena | Notas                   | Ref.                     |
| ------- | ----------------------- | ------------ | ------ | ----------------------- | ------------------------ |
| 2017    | Hit the Top             | Do Hye-ri    | KBS2   | Papel de reparto        |                          |
| 2017    | Girls' Generation 1979  | Lee Jung-hee | KBS2   | Protagonista            |                          |
| 2018    | Radio Romance           | DJ Jay       | KBS2   | Cameo                   |                          |
| 2018    | Your House Helper       | Im Da-young  | KBS2   | Protagonista            | [ 3 ] [ 4 ] [ 5 ]        |
| 2020-21 | Homemade Love Story     | Lee Hae-deun | KBS2   |                         | [ 6 ]                    |
| 2022    | Veinticinco, veintiuno  | Ko Yoo-rim   | tvN    |                         | [ 7 ] [ 8 ] [ 9 ] [ 10 ] |
| 2023    | Joseon Attorney         | Lee Yeon-joo | MBC    | Protagonista            | [ 11 ] [ 12 ]            |
| 2024    | El juego de la pirámide | Sung Soo-ji  | TVING  | Serie web, protagonista | [ 13 ] [ 14 ]            |
| 2025    | El palacio embrujado    | Yeo-ri       | SBS    | Protagonista            | [ 15 ] [ 16 ] [ 17 ]     |

### Programas de variedades
| Año  | Título                                      | Cadena | Función            | Notas       | Ref.   |
| ---- | ------------------------------------------- | ------ | ------------------ | ----------- | ------ |
| 2018 | Law of the Jungle: Northern Mariana Islands | SBS    | Miembro del elenco |             | [ 18 ] |
| 2019 | Running Man                                 | SBS    | Invitada           | Ep. 445-446 | [ 19 ] |

## Premios y nominaciones
| Año  | Premio                       | Categoría                                    | Nominaciones                        | Resultados | Ref.          |
| ---- | ---------------------------- | -------------------------------------------- | ----------------------------------- | ---------- | ------------- |
| 2017 | KBS Drama Awards             | Mejor Actriz en un-Act/Especial/Cortometraje | Girls' Generation 1979              | Nominada   |               |
| 2017 | KBS Drama Awards             | Mejor actriz revelación                      | Hit the Top, Girls' Generation 1979 | Nominada   |               |
| 2018 | Korea First Brand Awards     | Premio femenino Idol-Actor                   | —                                   | Ganadora   | [ 20 ]        |
| 2018 | KBS Drama Awards             | Premio a la mejor pareja junto a Ha Seok-jin | Your House Helper                   | Nominada   |               |
| 2020 | 2021 Korea First Brand Award | Actriz-Idol femenino                         | -                                   | Ganadora   | [ 21 ]        |
| 2020 | 34th KBS Drama Awards        | Mejor actriz revelación                      | Homemade Love Story                 | Ganadora   | [ 22 ]        |
| 2021 | 2021 Brand Of The Year Award | Idol-Actress                                 | -                                   | Ganadora   | [ 23 ]        |
| 2022 | 13th Korea Drama Awards      | Mejor actriz revelación                      | Veinticinco, veintiuno              | Ganadora   | [ 24 ] [ 25 ] |